# Dolmar
Dolmar GmbH is de oudste producent van draagbare benzineaangedreven kettingzagen. Het hoofdkantoor staat in Hamburg. De oprichter van het bedrijf, Emil Lerp, ontwikkelde in 1927 de "type A" kettingzaag, een zaag die door twee personen bediend moest worden. De kettingzaag werd getest op Mount Dolmar in het Thüringer woud. Het bedrijf nam de naam van deze plek aan. In 1975 kreeg Fichtel & Sachs het meerderheidsbelang in handen, waarna de naam werd veranderd in Sachs Dolmar. In 1987 nam Mannesmann Fichtel & Sachs over en daarmee ook Sachs-Dolmar. In 1991 werd het bedrijf een 100% dochter van het Japanse bedrijf Makita. 
Het Makita assortiment werd uitgebreid met tuin- en parkproducten en het merk Dolmar bleef bestaan.
In Nederland heeft Vledder in Huissen een halve eeuw lang het merk Dolmar gedistribueerd. In oktober 2007 heeft Makita Nederland BV (voorheen Makita Benelux B.V.) het importeurschap van Dolmar overgenomen van Vledder en Vledder is vanaf dat moment groothandel van dit merk.

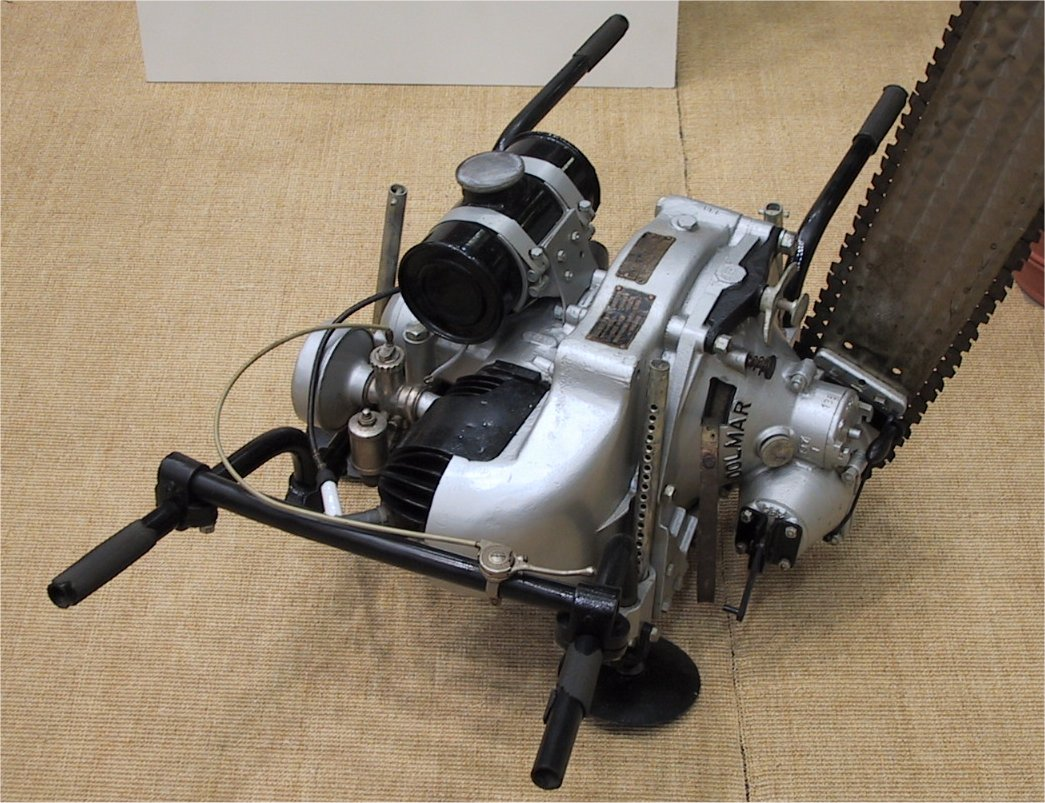
1927: Dolmar Kettingzaag Typ A
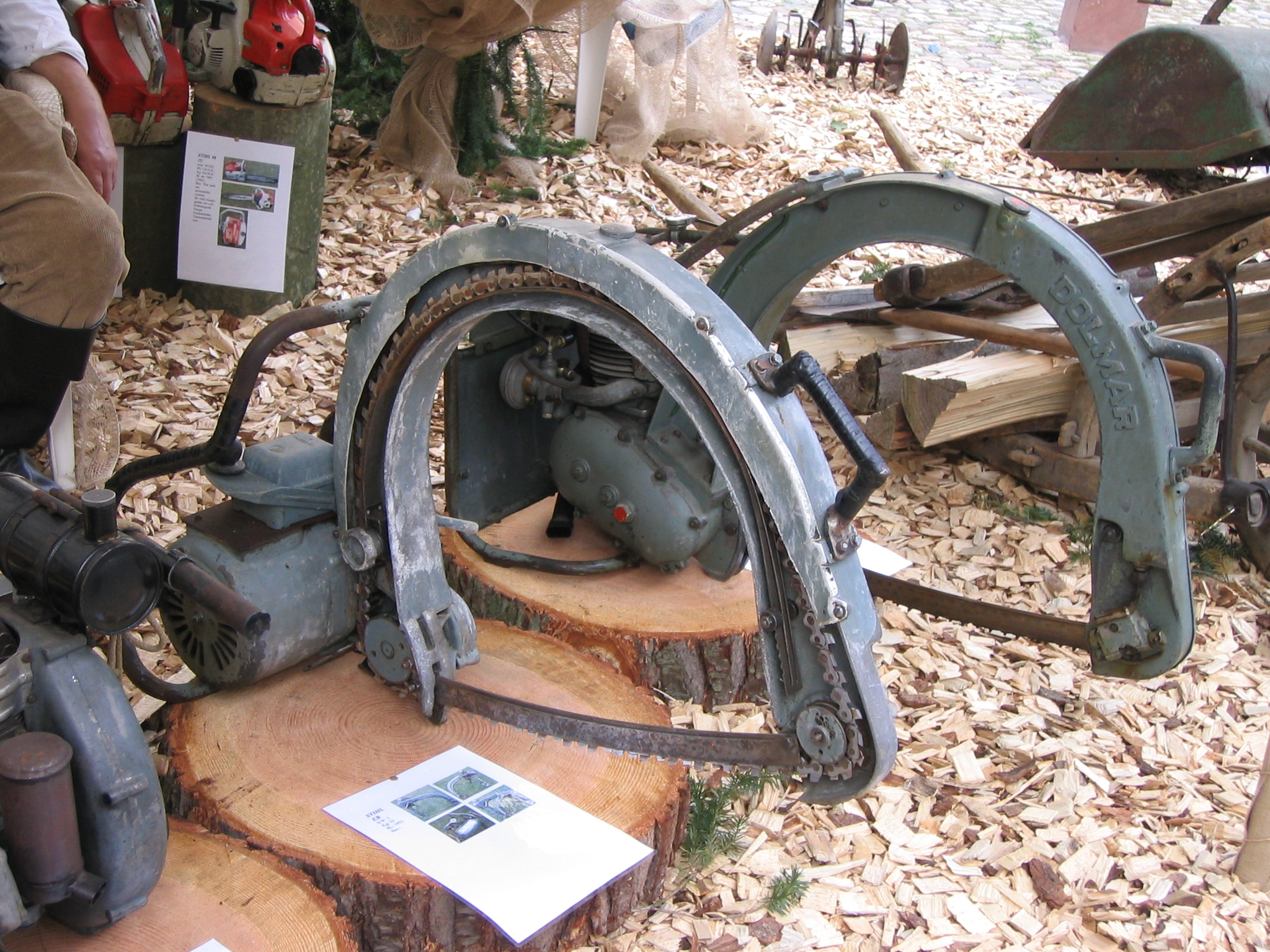
Twee zagen van Dolmar. Rechts Model CK (Bouwjaar 1951-59)
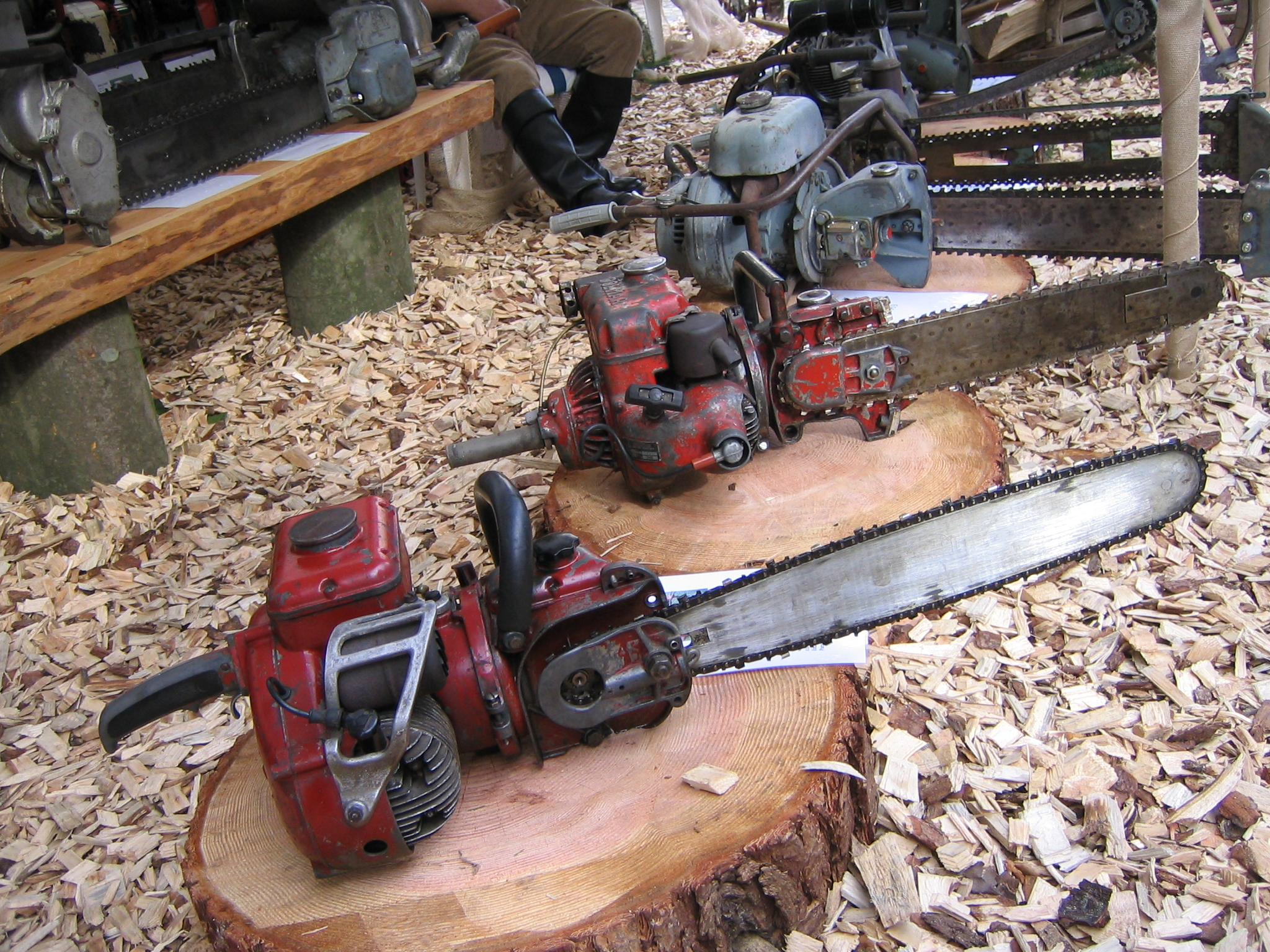
Dolmar-Kettingzagen (in het rood), daarachter twee modellen van de concurrent Stihl
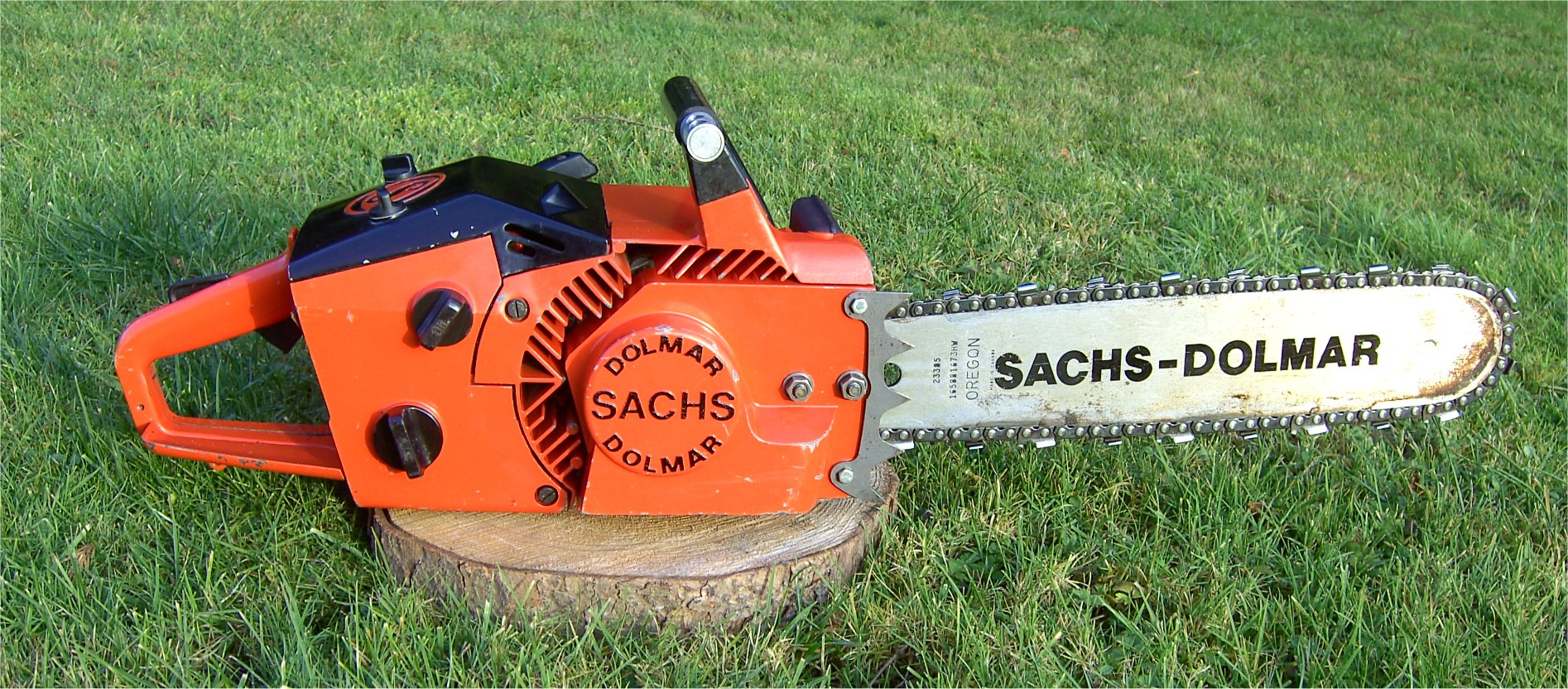
1975: Sachs-Dolmar Wankelmotor Kettingzaag KMS4